# Caramelos de Cianuro
Caramelos de Cianuro és una banda veneçolana de rock originària de Caracas. També és coneguda a nivell nacional com CDC, o simplement com Caramelos. Fou fundada el 1991 per Asier Cazalis (vocalista i baix), Luis Golding (guitarrista), Miguel Ángel González (guitarrista) i Pablo Martínez (bateria). Luis Golding (que estava a qualitat de guitarrista junt a Miguel Ánge) deixà la banda abans de la gravació de l'àlbum Harakiri City, així la banda va passar a ser un trio fins que el vocalista Asier Cazalis (que també tocava el baix) va decidir dedicar-se només al cant, pel que Luis Golding retornà com baix.

Després, el 1998 Pablo Martínez és substituït per Alfonso Tosta. El 2005 Luis Golding se'n va de nou del grup i Pavel Tello entra com a baix. El 2008, Tosta fou expulsat i va ser substituït per Darío Adames, aconseguint així la formació actual de la banda.

## Las Paticas de la AbuelaiCuentos Para Adultos» (1991 - 1996)
A 1992 el grup grava les seves primeres cançons «Nadando a Través De La Galaxia» i «Tu Mamá Te Va a Pegar». Un any després el grup signa un contracte amb CNR i llança un EP anomenat Las Paticas de la Abuela que és bé rebut. A 1994 la banda llança el seu primer àlbum «Cuentos Para Adultos», amb moderat èxit nacional. Abans de començar la segona gravació del segon àlbum, Luis Golding deixà la banda.

## Harakiri City
El 1996 amb Asier Cazalis, Pablo MArtínez i Miguel Ángel llacen el seu segon àlbum, «Harakiri City», una fusió de Pop Rock, amb la disquera Polygram, aconseguint fama i èxit nacional,amb cançons com «El Martillo», «Cloroformo», «Imaginar», «Interpol», «Plataforma de Despegue» i especialment «Canción Suave». A principis de 1998, el grup va tenir el seu segon canvi a la seva formació, davant la partida del bateria original, Pablo Martínez, i l'arribada del seu reemplaçament Alfonso Tosta. Seguidament, el grup va de gira amb els colombians Aterciopelados. A la fi de la gira, els CDC comencen a la cerca d'un baix, ja que el seu vocalista, Asier Cazalis, decideix dedicar-se exclusivament a la veu i és aleshores quan Luis Golding torna com a baix.

## Frisbeei «La Historia»
Després d'una gran quantitat de gires, la banda s'allotja a les muntanyes de Mérida per a compondre una de les seves produccions més reconegudes: Frisbee. Amb aquest àlbum, esdeven els ídols de la joventut veneçolana i es consoliden com una de les agrupacions nacionals més importants. L'àlbum fou produït per Enrique González Muller, jove productor veneçolà que ha treballat amb importants agrupacions com Metallica.
La masterització fou realitzada per Michael Romanowski, l'enginyer del Hyde Street Studios de Califòrnia. Els 11 temes de Frisbee foren reconeguts i elogiats per l'audiència nacional. El seu primer senzill promocional «Sanitarios» va batre rècords al rànquing veneçolà. Per al 2002 el grup produeix l'àlbum Frisbee i finalment és llançat a 2003, que continua l'èxit obtingut per «Miss Mujerzuela» amb cançons com «Las Notas», «La Terraza», «El Mar», «Suffer Girl» «El Último Polvo» i «Sanitarios». Per a aquestes dues últimes es graven vídeos musicals, que són molt bé rebuts i arriben a ser els més demanats al canal musical MTV Latinoamérica. La banda rep crítiques positives i negatives; així i tot, aconsegueix una internacionalització gràcies a aquest treball discogràfic i als seus contractes comercials amb multinacionals com la Pepsi. El 2004 llancen el seu primer àlbum recopilatori de grans èxits, «La Historia», inclouen ho millor del seu repertori del seus quatre primers àlbums, més una cançó inèdita anomenada «Conciencia Sexual».
El maig del 2005, Luis Golding confirma que se'n va definitivament. És substituït per Pavel Tello, aparentment una transició suau i sense frecs. El primer xou de Pavel Tello com a nou baix arriba a terme el 14 de maig de 2005 a la ciutat de Barquisimeto. A més troben obrir portes i graven la seva cinquè placa, a The Village Studios, a la ciutat de Los Angeles (Califòrnia), sota la direcció de Krish Sharma's i Joe Blaney, que han treballat amb músics com The Rolling Stones, Sharley García i Prince.

## Flor de Fuego(2007 - 2010)
El 2007 va sorgir el llançament de l'àlbum Flor de Fuego amb deu cançons. Pepsi en compra 150.00 còpies i el grup obté un disc multiplatí a Veneçuela. Després de diversos mesos d'haver sortit únicament les còpies comprades per Pepsi, CDC treu al mercat una edició especial que conté a més un DVD. El senzill promocional, «Como Serpiente» fou estrenat el 17 de juliol d'aquest mateix any a emissores veneçolanes, obtenint una gran acceptació per part del públic, arribant a debutar al post #10 del cartell més important d'aquest país (Record Report). Destaquen també a aquest disc les cançons «No Eres Tú», Baby Cohete» i «Delineador».
El 10 d'agost de 2008, és anunciada l'aparent sortida d'Alfonso Tosta de la banda a causa de diferències amb els altres integrants. La banda posteriorment ingressa el bateria Darío Adames. També realitzen concerts a Espanya, Colòmbia, Estats Units i República Dominicana.

## Caramelos de Cianuro (2010 - 2013)
El 2009, el líder de la banda, Asier Cazalis, anuncià a una entrevista que treballaven a la producció d'un sisè àlbum d'estudi. Asier comentà que el procés de producció d'aquest nou àlbum cercava rescatar els arrels del rock veneçolà amb temes que suposarien un homenatge a les bandes més importants de l'escena rockera nacional de Veneçuela. El procés de gravació d'aquest nou àlbum començà el 25 de gener a Veneçuela. Es gravà a Nova York i el productor és el veneçolà Héctor Castillo. El senzill promocional «Rubia Sol Morena Luna» fou ben rebut pel públic, arribant a estar a la primera a la llista Pop/Rock de la revista Record Report. El disc es promocionà d'una manera innovadora, per a obtenir-ho s'ha d'escanejar un codi QR que venen a les ampolles Pepsi.

## Àlbum «8» (2015)
El 28 d'octubre de 2014 Caramelos de Cianuro estrenà la cançó «Tú Eres de Ésas» durant una presentació a Caracas durant la seva última gira per a la data. El tema formarà part del nou disc d'estudi que l'agrupació veneçolana estrenarà.

## Membres

### Membres actuals
- Asier Cazalis: Veu, guitarra ocasional (1991 - present)
- Miguel Ángel: Guitarra principal, cors (1991 - present)
- Pavel Tello: Baix elèctric, sintetitzadors, piano, cors (2005 - present)
- Darío Adames: Bateria (2009 - present)

### Membres de suport
- Armando Martínez: Guitarra elèctrica (2005)
- Frank Monasterios: Guitarra elèctrica (2008 - present)